# Спицыно (Псковская область)
Спицыно или Спицино — деревня в Гдовском районе Псковской области России. Административный центр Спицинской волости Гдовского района.
Расположено в 27 км к югу от Гдова на побережье Чудского озера. 
В Спицыно похоронен писатель Сергей Воронин.

## Население
| 2001 | 2002 | 2010 |
| ---- | ---- | ---- |
| 136  | ↗167 | ↘137 |

Численность населения деревни на 2000 год составляет 136 человек, на 2009 год — 144 человека.